# Крутикова
Кру́тикова (рос. Крутикова) — присілок у складі Байкаловського району Свердловської області. Входить до складу Байкаловського сільського поселення.
Населення — 6 осіб (2010, 7 у 2002).
Національний склад населення станом на 2002 рік: росіяни — 86 %.